# لاریسا استپانیان
لاریسا آلکساندری استپانیان (ارمنی: Լարիսա Ալեքսանդրի Ստեփանյան؛ زادهٔ ۲۰ دسامبر ۱۹۱۴ - درگذشته ۱۹۹۳) سیاست‌مدار اهل ارمنستان که از تاریخ ۱۰ مارس ۱۹۵۳ تا تاریخ ۲۴ آوریل ۱۹۵۹ سمت وزیر دارایی ارمنستان شوروی را برعهده داشت.

## زندگی‌نامه
وی در ۲۰ دسامبر ۱۹۱۴ در لوهانسک به دنیا آمد . همچنین برندهٔ جوایزی همچون نشان پرچم سرخ کار، مدال شجاعت کار و نشان لنین شده است. وی در ۱۹۹۳ در سن ۷۹ سالگی درگذشت.